# Копаняже
Копаняже (пол. Kopaniarze) — село в Польщі, у гміні Рибно Дзялдовського повіту Вармінсько-Мазурського воєводства.
Населення — 51 особа (2011).
У 1975-1998 роках село належало до Цехановського воєводства.

## Демографія
Демографічна структура станом на 31 березня 2011 року:
|          | Загалом | Допрацездатний вік | Працездатний вік | Постпрацездатний вік |
| -------- | ------- | ------------------ | ---------------- | -------------------- |
| Чоловіки | 25      | 5                  | 15               | 5                    |
| Жінки    | 26      | 5                  | 14               | 7                    |
| Разом    | 51      | 10                 | 29               | 12                   |